# Síntesis en fase sólida
En química, la síntesis en fase sólida es un método en el que las moléculas están unidas a una matriz sólida y son sintetizadas paso a paso en una solución reactante; comparado con la síntesis normal en estado líquido, o síntesis en fase de solución. En esta estrategia de síntesis, es más fácil eliminar el reactante excedente y productos secundarios del producto. Los bloques de construcción están protegidos en todos los grupos funcionales. Los dos grupos funcionales que son capaces de participar en la reacción deseada entre los bloques de construcción en la solución y en la matriz pueden ser controlados mediante el orden de desprotección de los mismos. Este método es utilizado para la síntesis de péptidos, ácido desoxirribonucleico (ADN), y otras moléculas que requieren ser sintetizadas siguiendo un esquema. Más recientemente, este método también ha sido utilizado en química combinacional.
En el método básico de la síntesis de fase sólida, se usan bloques de construcción que tienen dos grupos funcionales. Uno de estos grupos funcionales del bloque de construcción suele estar protegido por un grupo protector. El material inicial está en una matriz a la que se une el bloque de construcción. Primero, se agrega esta matriz a la solución del bloque de construcción protegido y se agita. Después que se ha completado la reacción entre la matriz y el bloque de construcción protegido, se elimina la solución y se lava la matriz. Entonces se remueve el grupo protector y se repiten los pasos hasta que se hayan agregado todos los bloques de construcción requeridos. Una vez que todos los pasos se han completado, se separa el compuesto sintetizado de la matriz.
Si se sintetiza un compuesto que contiene más de dos tipos de bloques de construcción, se agrega un paso antes de la desprotección del bloque de construcción unido a la matriz; un grupo funcional que está en la matriz y que no reaccionó con el bloque de construcción agregado tiene que ser protegido por otro grupo protector que no es removido por las condiciones usadas para desproteger el bloque de construcción. Sólo los subproductos que carecen del bloque de construcción en esta etapa son eliminados por este paso. Además, este paso hace más fácil purificar el compuesto sintetizado después de la separación de la molécula de la matriz polimérica.

## Síntesis en fase sólida de péptidos
La síntesis en fase sólida es la técnica más común para la síntesis de péptidos. Usualmente en este método, los péptidos son sintetizados a partir del extremo del grupo carbonilo (C-terminal) al del grupo amino (N-terminal) de la cadena de aminoácidos, aunque los péptidos son sintetizados en la dirección opuesta en las células. En la síntesis de péptidos, un aminoácido protegido en el grupo amino es unido al material de fase sólida (comúnmente, basado en poliestireno) formando un enlace covalente entre el grupo carbonilo y la resina, generalmente un enlace amido o éster. Luego, el grupo amino es desprotegido y se le hace reaccionar con el grupo carbonilo del siguiente aminoácido protegido en el grupo amino. La fase sólida entonces conduce a un dipéptido. Este ciclo se repite para formar la cadena peptídica deseada. Una vez que la adición de todos los aminoácidos ha sido completada, se separa el péptido sintetizado de la matriz polimérica.
Los grupos protectores para los grupos amino más comúnmente usados son el grupo 9-fluorenilmetiloxicarbonilo (Fmoc) y t-butiloxicarbonilo (Boc). El grupo Fmoc se elimina del extremo amino con base, mientras que el grupo Boc es eliminado con ácido anhidro.
Muchos aminoácidos llevan grupos funcionales en la cadena lateral. Con el fin de evitar que estos grupos funcionales reaccionen con los aminoácidos N-protegidos entrantes, se usan otros grupos protectores específicos para el aminoácido a ser protegido. En contraste con los grupos Boc y Fmoc, estos tienen que ser estables en el curso de la síntesis del péptido, aunque también son eliminados durante la desprotección final de los péptidos.

## Síntesis en fase sólida de ADN y ARN
También pueden ser sintetizados fragmentos relativamente cortos de ADN, ARN y oligonucleótidos modificados por el método de la fase sólida. Aunque los oligonucleótidos puedes ser sintetizados en un matraz (síntesis en fase solución), casi siempre son sintetizados en fase sólida usando un sintetizador de ADN/ARN. Para una revisión más extensa, ver síntesis de oligonucleótidos.

## Aplicaciones
- La síntesis en fase sólida fue usada para sintetizar las N-(pirimidin-2-il) amidas de aminoácidos a partir de la resina de Rink[1] en investigación de fármacos.
- Síntesis orgánica en fase sólida no covalente